# عودة إلى قلعة ولفينشتاين
عودة إلى قلعة ولفينشتاين (بالإنجليزية:Return to Castle Wolfenstein) لعبة إلكترونية من نوع منظور الشخص الأول تم إصدارها عام 2001 م، وهي من تطوير الشركات أيدي سوفتوير وجري ماتر أنترآكتيف ونيرف سوفتوير، ونشر اللعبة شركة أكتي فيجن. اللعبة متوفرة لأجهزة الحاسب الشخصي والبلاي ستيشن 2 والأكس بوكس.

## قصة
اللعبة ثلاثية الأبعاد وتدور أحداثها في فترة الحرب العالمية الثانية في قصر ويلزبورغ حيث يقوم اللاعب -وهو في اللعبة جندي يسمى بلاسكوفيتز- بالهرب من القصر المحتل من قبل القوات النازية، كما يسكن القصر وحوش أيضا. يقوم اللاعب بذلك باستخدام عدد كبير من الأسلحة يجمعها خلال تقدمه في اللعبة.
تحاكي اللعبة المستخدم بطريقة ذكية ومثيرة من حيث الموسيقى والرسومات وسهولة التحكم بها غير ان المستخدم بالمراحل الأولى يشعر بانها حقيقية وتحاكي الواقع إلى ان يصل إلى المرحلة اللتي فيها super solder وينتقل من مرحلة لاخرى على نفس الرتم إلى ان يصل إلى قتل الوحش هينريش في اخر اللعبة.

## وصلات خارجية
- الموقع الرسمي
- عودة إلى قلعة ولفينشتاين على موقع IMDb (الإنجليزية)
- عودة إلى قلعة ولفينشتاين على موبي غيمز
- Interview with Todd Hollenshead from غيم سباي
- "id's Next, On RTCW2" from شاك نيوز
- الكود المصدري على غيت هاب